# 196
196（一百九十六）是195與197之間的自然數。

## 数学性质
- 合數，正因數有1、2、4、7、14、28、49、98和196。
質因數分解為{\displaystyle 2^{2}\times 7^{2}}。
- 第44個過剩數，真因數和為203，盈度為7。前一個為192、下一個為198。
  - 第45個半完全數，和為本身的其中一組因數為1、 2、 4、 14、 28、 49、 98。前一個為192、下一個為198。
- 第14个平方数，为14的平方。前一个为169、下一个为225。196是數列0, 1, 4, 25, 196, ...中的一項，每一項都是和上一項相差數字為三角形數的最小平方數[1]
- 十进制的奢侈數。
- 在反射骨牌视为不同骨牌时是单侧七格骨牌的数量。[2]
- 可能是最小的利克瑞爾數：在十进制中，196在经过超过10亿次的数位逆序排列后相加新数的过程迭代后仍未形成回文数，但这点并未得到有效证明。[3][4]